# Saint-Étienne-des-Guérets
Saint-Étienne-des-Guérets település Franciaországban, Loir-et-Cher megyében. Lakosainak száma 115 fő (2022. január 1.). Saint-Étienne-des-Guérets Dame-Marie-les-Bois, Saint-Nicolas-des-Motets, Françay, Saint-Cyr-du-Gault és Santenay községekkel határos.

## Népesség
A település népessége az elmúlt években az alábbi módon változott:
| Lakosok száma | 137  | 106  | 99   | 99   | 89   | 95   | 111  | 115  | 114  | 115  |
|               | 1968 | 1982 | 1990 | 2006 | 2013 | 2015 | 2017 | 2019 | 2020 | 2022 |